# Vladimír Haber
Vladimír Haber, född den 26 augusti 1949 i Plzeň, Tjeckien, är en tjeckoslovakisk handbollsspelare.
Han tog OS-silver i herrarnas turnering i samband med de olympiska handbollstävlingarna 1972 i München.